# Hund-szabály

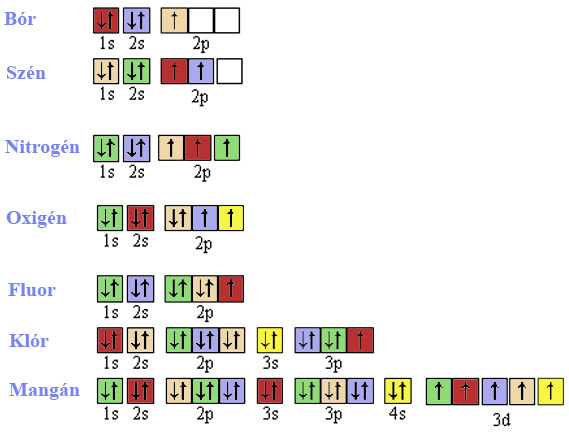
Néhány elem elektronkonfigurációja a Hund-szabály alapján

A Hund-szabály a kvantummechanika és a kémia egyik fontos szabálya, amelyet Friedrich Hund német fizikus állapított meg tapasztalati úton. A szabály értelmében az elektronok az egyes atompályákon úgy helyezkednek el, hogy közülük minél több legyen a párosítatlan spinű: az elektronburokban az azonos energiájú szintek közül a különböző mágneses kvantumszámúak („térbelileg különbözőek”) töltődnek be először, az elektronok párképződése csupán az egyenértékű helyek részleges betöltöttsége után indul be. Ez biztosítja, hogy az azonos spinű elektronok a lehető legmesszebb helyezkedjenek el egymástól (maximális multiplicitás).

## A Hund-szabályok
I. (S) szabály: Egy adott elektron esetében a legalacsonyabb energiájú szint eredő spinje (2S+1) maximális – amely tulajdonképpen magából a Pauli-elvből is következik. A jelenség nagyjából úgy értelmezhető, mint egy valószínűségi függvény, az elektronok gyakorlatilag nulla valószínűséggel tartózkodhatnak ugyanazon a helyen. Továbbá elmondható, hogy az elektronok mozgásuk során – ebben az értelemben – az atommaghoz történő vonzó hatásuk, valamint az egymás közt létrejövő taszító hatás közti érzékeny egyensúly alapján vannak jelen az atomban. 
II. (L) szabály: Mely kimondja, hogy adott multiplicitás mellett a legnagyobb pályamomentummal rendelkező állapot energiája a legmélyebb. Szemléletesen ez úgy képzelhető el, hogy az azonos irányban keringő elektronok egymáshoz való vonzó hatása jobban érvényesül, mint az ellenkező irányban keringőké. 
III. (J) szabály: Ezen szabály kapcsolatban áll a színképvonalak finomstruktúrájával. Ha az atomi héj félig betöltött, akkor energetikailag az a legkedvezőbb állapot, ha az eredő perdület (J) minimális. Amennyiben félnél nagyobb mértékben töltött be, ez esetben a hiányzó teljes impulzusmomentum minimális. 

## A Hund-szabály értelmezése
A kvantummechanika megjelenésével az atomok és molekulák elektronstruktúrájának leírása sokkal könnyebbé vált. 1929-ben Slater az energiaszintek felhasadásának magyarázatára egy kvantitatív megoldást talált, melyet ismert "A színképek komplex elmélete" c. munkájában fel is vázolt. Ebben úgy érvelt, hogy a Hund-szabálynak nincsen általános érvényű jelentősége. Mindazonáltal megjegyzendő, hogy Slater három ellenpéldája, mellyel a Hund-szabályok érvényességét vitatta, mindegyik a második Hund-szabály keretein belül mozgott, és mindegyik gerjesztett állapotra vonatkozott. Ezen állapotokra Hund dolgozataiban korábban nem tért ki. 
Az utóbbi időkben több olyan publikáció látott napvilágot, melyben a Hund-szabályok hagyományos interpretációja került a figyelem középpontjába. Hund első szabályának hagyományos magyarázata az lehet, hogy két azonos spinbeállású elektron közti Fermi-lyuk csökkenti az elektronok közti taszítóerőt, ennélfogva az energiát is. Számos részletes számításokat végző munkában bizonyítást nyert, hogy valószínűleg a legnagyobb multiplicitású állapotban jelentkezik a legnagyobb elektron–elektron közti taszítóerő. Mint azt Warner, Bartel és Blinder korábbi munkáiban kimutatta, az elektronok triplett állapotban sokkal közelebb találhatók egymáshoz, mint szingulett állapotban. Ezen aránytalanságnak az egyik legalapvetőbb oka az effektív atomi töltés milyenségével magyarázható. Triplett állapotban a külső elektronhéjak esetén egy árnyékoló hatás érvényesül, melyben {\textstyle Z_{nl}}= 1, és a belső 1s pálya {\textstyle Z_{1s}}= 2 állapotba jut. Szingulett állapotban ez pontosan fordítva játszódik le. A jelenség a külső héjakon még jobban kifejezett.
Egyes magyarázatok szerint két ugyanazon spinnel rendelkező elektron közti Fermi-lyuk az elektronok iránya közti szöget triplett állapotban megnöveli. Ez dinamikai értelemben egy előnyösebb állapot, és a külső elektron számára triplett állapotban intenzívebb vonzerőt biztosít a mag irányából. Ez a megközelítés nem új keletű, korábban Shim és Dahl is feltételezte. Az egyik előnye ezen megközelítésnek, hogy a hullámfüggvény olyan módon határozható meg, hogy az eleget tesz a viriál tételnek – mely a hagyományos értelemben vett Hund-szabályrendszer esetében nem áll fenn. 

## Buszos hasonlat
Az úgynevezett „buszos hasonlat” szerint a buszon a székek párban vannak. Az utasok kezdetben arra törekszenek, hogy olyan helyet foglaljanak el, ahol nem ül mellettük senki. Ha már csak egy másik utas mellett van hely, akkor kezd feltöltődni a többi szék is. Ez azért van az elektronoknál így, mert az elektronok azonos töltésűek, így taszítják egymást. Hogy a taszítás kisebb legyen, az elektronok minél távolabb helyezkednek el, arra "törekszenek", hogy páratlanul keringjenek az atompályákon. 